# NGC 1371
NGC 1371 је спирална галаксија у сазвежђу Пећ која се налази на NGC листи објеката дубоког неба.
Деклинација објекта је - 24° 56' 0" а ректасцензија 3h 35m 1,2s. Привидна величина (магнитуда) објекта NGC 1371 износи 10,7 а фотографска магнитуда 11,6. Налази се на удаљености од 20,650 милиона парсека од Сунца. NGC 1371 је још познат и под ознакама NGC 1367, ESO 482-10, MCG -4-9-29, IRAS 03327-2505, UGCA 79, AM 0332-250, PGC 13255.